# Poliangiite microscópica
A poliangiite microscópica é uma vasculite (inflamação dos vasos sanguíneos) que pertence ao grupo das doenças auto-imunes. Ela é, assim como a granulomatose de Wegener, associada aos autoanticorpos ANCA.

## Epidemiologia
A poliangiite microscópica é uma doença rara, cuja incidência anual é de quatro casos por 1 milhão de habitantes.

## Sinais e sintomas
- Comprometimento renal (70%): glomerulonefrite até glomerulonefrite rapidamente progressiva com formação de crescentes; desenvolvimento de uma hipertonia renal e de uma insuficiência renal. Na urina microhematúria e proteinúria.
- Pulmões: vasculite pulmonar, eventualmente com hemorragia alveolar e sangue no escarro, pneumonia e raramente alveolite fibrosante.
- Alterações cutâneas (40%): nodos subcutâneos, púrpura palpável principalmente nas extremidades inferiores, eventualmente com necrose, vasculite leucocitoclástica.
- Outros sintomas: polineurite, sinusite, episclerite, mialgias, artralgias, bronquite crônica, diplopia e rinorréia sanguinolenta.[2]